# Vu kineski
Vu je grupa lingvistički slični i istorijski srodnih sinitskih jezika koji prvenstveno govore u Šangaju, Džeđang provinciji, južnoj polovini Đangsu provincije i graničnim oblastima.
Glavni vu varijeteti uključuju one u Šangaju, Sudžou, Vusi, Čangdžou, Ningbo, Hangdžou, Šaosing, Vendžou, Đinhua i Jungkan. Osobe koje govore vu, kao što su Čang Kaj Šek, Lu Sjuen i Caj Juenpej, zauzimale su pozicije od velikog značaja u modernoj kineskoj kulturi i politici. Vu se takođe koristi u Pingtanu, Jue operi i Šangajskoj operi, prva od kojih je po nacionalnoj popularnosti druga nakon Pekinške opere; kao i u nastupima popularnog zabavljača i komičara Džou Liboa. Vu se isto tako govori i u velikom broju zajednica u dijaspori, sa značajnim centrima imigracije koji potiču iz Šangaja, Ningba, Đingtjena i Vendžoua.
Sudžou je tradicionalno bio jezičko središte vua i verovatno je prvo mesto gde se razvio izraziti sinitski varijetet poznat kao vu. Sudžouski dijalekt se smatra najznačajnijim jezičkim predstavnikom porodice. To je uglavnom bila osnova vu lingva franke koja se razvila u Šangaju, što je dovelo do formiranja standardnog šangajskog dijalekta, koji je usled središta ekonomske moći i najveće populacije govornika vua, privukao najviše pažnje. Usled uticaja šangajskog dijalekta, vu je kao celina pogrešno označen na engleskom jeziku kao jednostavno „šangajski”, prilikom uvođenja jezičke porodice za nespecijaliste. Vu je tačnija terminologija za veću grupaciju koja obuhvata šangajski dijalekat. Drugi manje precizni pojmovi uključuju „đangnanski govor” (江南話), „đangdžeski govor (Đangsu-Džeđang)” (江浙話), a ređe „vujue govor” (吳越語).
Vu grupa (posebno južni vu) poznata je među lingvistima i sinolozima kao jedna od interno najraznovrsnijih među sinitskim grupama, s vrlo malo međusobne razumljivosti između varijeteta po podgrupama. Među govornicima drugih sinitskih jezika, vu se često subjektivno ocenjuje kao mekan, lagan i tečan. U mandarinskom postoji idiom koji posebno opisuje ove kvalitete vu govora: 吴侬软语, što doslovno znači „nežni govor vua”. Sa druge strane, neki varijeteti vua, poput vendžounskog, stekli su notornost zbog svoje velike nerazumljivosti kako za one koji govore vu, tako i za one koji ne govore vu, u toj meri da je vendžounski korišten tokom Drugog svetskog rata kako bi se izbeglo japansko presretanje.
Vu dijalekti su lingvistički tipifikovani po tome što su sačuvali glasne inicijale srednjekineskog, budući da većina srednjokineskih tonova podleže registarskom razdvajanju, i očuvava se dolazni ton koji se obično završava glotalnim zaustavljanjem, iako neki dijalekti održavaju ton bez zaustavljanja, a pojedini dijalekti južnog vua su prošli kroz ili počinju da se podvrgavaju procesu gubljenja dolaznog tona. Istorijski odnosi koji određuju klasifikaciju vua sastoje se pre svega od dva glavna faktora: prvo geografije, kako u pogledu fizičke geografije, tako i udaljenosti južno ili dalje od mandarinskog, odnosno vu varijeteti su deo vu–min kontinuiteta dijalekta od južnog Đangsua do Fuđena i Čaošana. Drugi faktor je određivanje istorijskih administrativnih granica, koje pored fizičkih prepreka, ograničavaju mobilnost i u većini slučajeva više ili manje određuju granicu vu dijalekta.

## Istorija
Vu kineski je najstariji od šest glavnih južnih kineskih varijeteta, koji vodi poreklo od pre više od 3.000 godina, kada su Džou prinčevi Taјbo i Džongjong migrirali iz regiona Guandžong u modernom Šanksiju u oblast Vusi-Sudžou u regionu Đangnan, gde su uspostavili državu Vu. Severni jezik koji su doneli formirao je osnovu vu kineskog. Do ere Šest dinastija, Vu se već razvijao tokom jednog milenijuma i znatno se razlikovao od severnog govora. Kada je veliki broj severnih Kineza migrirao u Đangnan nakon pada dinastije Zapadni Đin, otkrili su velike razlike između dve varijante Kineza. Ovo je zabeleženo u savremenim tekstovima kao što je Ši Šuo Sin Ju. Japanska Go-on (呉音 goon, pinyin: Wú yīn) čitanja kineskih znakova (dobijenih iz istočnog Vua tokom perioda Tri kraljevstva) potiču od drevnih Vu Kineza ovog perioda. Međutim, kako je Vu kineski bio pod snažnim uticajem sa severa tokom istorije, mnoge od njegovih drevnih karakteristika su izgubljene. Današnji jezik u velikoj meri potiče od srednjeg kineskog iz Suej–Tang ere (6–8. vek), kao što je slučaj sa većinom savremenih kineskih jezika, pri čemu su min kineski jezici značajni izuzeci. Međutim, mnoge od drevnih obeležja Vua su sačuvane u Minu, pošto je ovaj potonji započeo svoje postojanje kao stari vu kojim su govorili migranti u Fuđen tokom veka koji je obeležio prelazak iz kasne dinastije Han u Tri kraljevstva i Zapadni Đin.

## Literatura
- Chamberlain, James R. (2016), „Kra-Dai and the Proto-History of South China and Vietnam”, Journal of the Siam Society, 104: 27—77.
- Chao, Yuen Ren (1967), „Contrastive aspects of the Wu dialects”, Language, 43 (1): 92—101, JSTOR 411386, doi:10.2307/411386.
- Coblin, W. South (1983), A Handbook of Eastern Han Sound Glosses, Hong Kong: Chinese University Press, ISBN 978-962-201-258-5.
- —— (2002), „Migration history and dialect development in the lower Yangtze watershed”, Bulletin of the School of Oriental and African Studies, 65 (3): 529—543, JSTOR 4146032, doi:10.1017/S0041977X02000320.
- Kurpaska, Maria (2010), Chinese Language(s): A Look Through the Prism of "The Great Dictionary of Modern Chinese Dialects", Walter de Gruyter, ISBN 978-3-11-021914-2.
- Norman, Jerry (1988), Chinese, Cambridge: Cambridge University Press, ISBN 978-0-521-29653-3.
- Snow, Donald B. Cantonese as Written Language: The Growth of a Written Chinese Vernacular. ISBN 978-962-209-709-4.. Hong Kong University Press, 2004. .  978-962-209-709-4.
- Li, Hui (2001), „Daic Background Vocabulary in Shanghai Maqiao Dialect” (PDF), Proceedings for Conference of Minority Cultures in Hainan and Taiwan, Haikou: Research Society for Chinese National History: 15—26, Архивирано из оригинала (PDF) 27. 03. 2018. г., Приступљено 11. 12. 2019.
- Pan, Wuyun (1991), „An Introduction to the Wu Dialects”,  Ур.: Wang, William S.-Y., Languages and Dialects of China, Journal of Chinese Linguistics Monograph Series, 3 (3), Chinese University Press, стр. 235—291, JSTOR 23827040, OCLC 600555701.
- Sagart, Laurent (2008), „The expansion of Setaria farmers in East Asia”,  Ур.: Sanchez-Mazas, Alicia; Blench, Roger; Ross, Malcolm D.; Peiros, Ilia; Lin, Marie, Past Human Migrations in East Asia: Matching Archaeology, Linguistics and Genetics (Routledge Studies in the Early History of Asia) 1st Edition, Routledge, стр. 133—157, ISBN 978-0415399234.
- Wurm, Stephen Adolphe; Li, Rong; Baumann, Theo; Lee, Mei W. (1987), Language Atlas of China, Longman, ISBN 978-962-359-085-3.
- Yan, Margaret Mian (2006), Introduction to Chinese Dialectology, LINCOM Europa, ISBN 978-3-89586-629-6.
- Yue, Anne O. (2003), „Chinese dialects: grammar”,  Ур.: Thurgood, Graham; LaPolla, Randy J., The Sino-Tibetan languages, Routledge, стр. 84—125, ISBN 978-0-7007-1129-1.
- Zhengzhang, Shangfang; Zheng, Wei (2015), „Wu dialect”,  Ур.: Wang, William S.-Y.; Sun, Chaofen, The Oxford Handbook of Chinese Linguistics, Oxford University Press, стр. 190—199, ISBN 978-0-19-985633-6.
- Globalization, National Culture and the Search for Identity: A Chinese Dilemma (1st Quarter of 2006, Media Development) – A comprehensive article, written by Wu Mei and Guo Zhenzhi of World Association for Christian Communication, related to the struggle for national cultural unity by current Chinese Communist national government while desperately fighting for preservation on Chinese regional cultures that have been the precious roots of all Han Chinese people (including Hangzhou Wu dialect). Excellent for anyone doing research on Chinese language linguistic, anthropology on Chinese culture, international business, foreign languages, global studies, and translation/interpretation.
- Modernisation a Threat to Dialects in China Архивирано на веб-сајту  (4. март 2016) – An excellent article originally from Straits Times Interactive through YTL Community website, it provides an insight of Chinese dialects, both major and minor, losing their speakers to Standard Mandarin due to greater mobility and interaction. Excellent for anyone doing research on Chinese language linguistic, anthropology on Chinese culture, international business, foreign languages, global studies, and translation/interpretation.
- Middlebury Expands Study Abroad Horizons – An excellent article including a section on future exchange programs in learning Chinese language in Hangzhou (plus colorful, positive impression on the Hangzhou dialect, too). Requires registration of online account before viewing.
- Mind your language (from The Standard, Hong Kong) – This newspaper article provides a deep insight on the danger of decline in the usage of dialects, including Wu dialects, other than the rising star of Standard Mandarin. It also mentions an exception where some grassroots' organizations and, sometimes, larger institutions, are the force behind the preservation of their dialects. Another excellent article for research on Chinese language linguistics, anthropology on Chinese culture, international business, foreign languages, global studies, and translation/interpretation.
- China: Dialect use on TV worries Beijing (originally from Straits Times Interactive, Singapore and posted on AsiaMedia Media News Daily from UCLA) – Article on the use of dialects other than standard Mandarin in China where strict media censorship is high.
- Standard or Local Chinese – TV Programs in Dialect (from Radio86.co.uk) – Another article on the use of dialects other than standard Mandarin in China.